# Cassie Cage
Cassandra Carlton, más conocida como Cassie Cage, es un personaje ficticio de la saga de videojuegos Mortal Kombat. Hizo su primera aparición en Mortal Kombat X, como la hija de Sonya Blade y Johnny Cage.

## Biografía ficticia
Su nombre real es Cassandra Carlton. Hija de Johnny Cage y Sonya Blade. Sus padres son de los pocos combatientes que sobrevivieron a las guerras contra el Mundo Exterior y el Infierno, y además fueron fundamentales para las victorias del Reino de la Tierra. Cassie tiene habilidades parecidas a las de su madre y padre.
Durante la nueva invasión de Shinnok, Cassie y las Fuerzas Especiales de Johnny Cage, integradas por ella, Jacqui Briggs, Kung Jin y Takeda Takahashi fueron asignados para viajar al Mundo Exterior y solicitar al nuevo Kahn, Kotal Kahn, su ayuda, pero son apresados y encarcelados cuando Kung Jin arruina el plan. Cassie logra escapar junto con los demás. Tras varios combates, y la ayuda de Sub-Zero, Cassie, Sonya y Johnny Cage logran encontrar a Shinnok cuando está absorbiendo el Jinsei de la Tierra para corromperlo y volverse invencible. Shinnok se transforma en un monstruo, pero es vencido por Cassie y apresado nuevamente en su talismán, justo como Johnny lo hizo años antes.
Dos años después de la derrota de Shinnok, Cassie es ascendida de sargento a comandante dentro de las Fuerzas Especiales. Es asignada en la misión de invadir el Infierno, bajo órdenes de Raiden, con el fin de destruirlos para siempre, pero algo sale mal en la misión y Sonya queda atrapada bajo escombros del castillo de los emperadores del Infierno, Liu Kang y Kitana, como habían colocado C-4 en las columnas, Sonya, que yace atrapada, da la orden a Cassie y a la compañía de abandonar el lugar y dejarla atrás, Cassie se niega, pero Sonya activa la detonación, obligándola a irse y dejarla. Raiden los lleva de nuevo a la Tierra, donde Cassie se arrodilla y llora la muerte de su madre, al verla, Johnny Cage corre hacia ella y lo sabe de inmediato, ambos lloran la muerte de Sonya.
Cuando Kronika trae al futuro a las versiones jóvenes de villanos, también trae a las versiones jóvenes de Sonya Blade, Johnny Cage y Jax Briggs, que se encuentran con Cassie y los demás. Cassie le explica a Sonya todo lo que está ocurriendo y le explica que su versión del presente acaba de morir.
Cuando Sektor y Kano invaden la base de las Fuerzas Especiales y secuestran a las versiones jóvenes de Sonya y Johnny Cage, Cassie se ve obligada a realizar una misión de rescate, la cual es exitosa, sin embargo, Cassie recibe un disparo, y además son interceptados por Geras, pero es vencido por Sonya y Cassie lo hace explotar con dos granadas de mano.
Cassie aparece en los Jardines de Fuego junto con Raiden y Liu Kang, a la espera de Hanzo Hasashi, pero Scorpion del pasado aparece e informa sobre la muerte de Hanzo. Tras enfrentarse a Raiden, Scorpion se une a los Guerreros de la Tierra.
Cassie viaja junto con las Fuerzas Especiales hacia la fortaleza de Kronika, con el fin de detenerla. Al llegar, ella pelea contra los ejércitos demoníacos, y Liu Kang Dios del Fuego derrota a Kronika.

## Apariciones en los juegos

### Mortal Kombat X

#### Variaciones
- Matona: Cassie gana habilidades de combate callejero.
- Hollywood: Cassie gana la habilidad de disparar sus armas en el aire y golpear los genitales del rival.
- Operaciones Especiales: Cassie puede ordenar ataques aéreos.

#### Ataque X-Ray
Cassie lanza una fuego en la cara de su oponente, lo que causa que su oponente quede cegado por varios segundos. Luego Cassie golpea la ingle de su oponente. Si el oponente es de sexo masculino, se verán los testículos del oponente explotar. Luego, Cassie saca sus pistolas y rompe ambos lados de su cráneo y finalmente dispara dos balas a los ojos de su oponente.

#### Fatality
- Bubble Head: Cassie saca su pistola y dispara las rodillas de su oponente y luego le dispara en la cabeza. La cabeza del oponente queda disparando un chorro de sangre por el agujero de la bala. Cassie se acerca al oponente y saca una goma de mascar de su boca y la coloca en el agujero de la bala. La goma de mascar se llena de sangre y esta explota.

- Selfie: Cassie saca su porra y le pega a su oponente con la fuerza suficiente para romper y dejar colgando su mandíbula de lado a lado. A medida que su víctima comienza a caer, Cassie agarra a su oponente, saca su teléfono móvil y toma una foto de ella y su víctima con la mandíbula rota. Ella envía la foto a un sitio de redes sociales llamado "Friendships", donde otros usuarios empiezan a comentar la foto.

### Mortal Kombat 11

#### Movimientos especiales
- A dos pistolas: Cassie saca sus dos pistolas y dispara contra el oponente.
- Embestida con hombro: Cassie embiste a su oponente cubierta de aura verde.
- Tiro en la rodilla: Cassie se agacha y dispara a la rodilla de su oponente.
- Patada voladora luminosa: Cassie se sujeta de su dron y lanza una patada sombra al oponente.
- Rompebolas: Cassie se agacha y lanza una patada alta a los genitales de su oponente.
- Patada luminosa ascendente: Cassie lanza una patada sombra hacia arriba.

#### Fatal Blow
- Muy enojada: Cassie salta y se sujeta de son dron, que la impulsa en diagonal lanzando una patada a su oponente,comienza a golpear con sus puños el rostro de su oponente y procede a dispararle a sus piernas, después lo sujeta y le dispara en el abdomen, para finalmente dispararle en los ojos.

## Recepción
El personaje ha tenido una recepción principalmente positiva. Den of Geek clasificó a Cassie undécima en su clasificación de 2015 de los 73 personajes de la serie, describiéndola como un nuevo personaje principal héroe que es realmente agradable y todo lo que quisieras de una buena protagonista femenina y es maravilloso que NetherRealm Studios fue capaz de aprovechar el potencial de un diseño de personaje tan divertido. Lucas Sullivan de GamesRadar elogió las representaciones de mujeres fuertes, particularmente a Sonya Blade, Cassie Cage y Jacqui Briggs como algunas de las representaciones más sólidas, verosímiles y más importantes que he visto. Greg Knoll de Realm of Gaming dijo en su reseña del juego, ella es, Mortal Kombat. Ella tiene la increíble capacidad de lucha de su madre (por no mencionar las miradas) y el encanto egoísta y sarcástico de su padre. Sus muertes son las más entretenidas, su trabajo de voz en off es fenomenal y ... hay algo realmente cautivador en ella.
Ikhtear Shahrukh del periódico bangladesí The Daily Star comentó: Algunos de los novatos como Takeda y Kung Jin son una maravilla para jugar con variaciones interesantes y combos de aspecto enfermizo. Otros como Jacqueline Briggs y Cassie Cage... no tanto, ya que encajan en los típicos estereotipos genéricos del personaje del juego de lucha en lugar de ser material de Mortal Kombat. Eurogamer describió a Cassie y sus acompañantes como un cuarteto de papi, dijo, "Takahashi Takeda está enojado con su padre Kenshi por abandonarlo a un clan ninja liderado por Scorpion... Takahashi tiene un punto. Los demás solo necesitan superarlo.
La Fatality de Selfie de Cassie ha ganado el elogio de la crítica. Steven Schneider de Tech Times escribió: No es el guiño más sutil a nuestra cultura obsesionada con los autofotos, pero encaja perfectamente tanto con el personaje de Cassie como con la comedia de la serie en general. Tristan Cooper de Dorkly llamó al finalizador Perfecto, y Polygon comentó: Nos hemos acostumbrado a la marca de humor horrible de Mortal Kombat en los últimos 20 años, pero incluso tuve que hacer una mueca de dolor en este. Kotaku' s Patricia Hernández declaró: Sí, no es la fatalidad más brutal en el juego.En su lista de las 10 muertes más importantes del juego, CraveOnline 'lo ubicó en el N.°2. Den of Geek comentó: Por lo general, algo así saldría como demasiado cursi y forzado, pero van tan exagerados con él, hasta el punto de mostrar una página de imitación de Facebook con comentarios desplazantes de otros combatientes, que es uno de los aspectos más destacados del nuevo juego.